# Вулиця Визволителів (Умань)
Ву́лиця Визволителів — вулиця в Умані.

## Розташування
Починається від "мегомметровського" ставку, що на "Новій Умані" на північно-східній частині міста та пролягає на схід до перехрестя з вулицею Степана Бандери (М05E95).

## Опис
Одна з основних «артерій» міста — заїзд з автотраси М05E95 до переходу у вулицю Челюскінців, що в мікрорайоні "Турок" (район центрального ринку). Вулиця асфальтована, не широка, по одній смузі руху в кожен бік. Восени 2011 року повністю оновлено покриття вулиці (ділянка від вулиці Челюскінців до перехрестя з вулицею Шкільна) за рахунок державних коштів (виділено КабМіном для створення належних умов для періодичного відвідування брацлавськими хасидами міста — могили Раббі Нахмана)

## Походження назви
Вулиця названа на честь радянських солдатів, які брали участь у вигнанні нацистів з України.

## Будівлі
По вулиці розташовані приватні садиби, декілька магазинів, єврейський цвинтар, автобазар та інше.
| Умань | Це незавершена стаття про Умань. Ви можете допомогти проєкту, виправивши або дописавши її. |